# آل (تراث شعبي)
آل أو هال (بالإنجليزية: Al or Hal)‏ هي فئة من الأرواح في التراث الشعبي القوقازي والإيراني وآسيا الوسطى والأرميني. و«الآلس» شياطين الولادة، تتدخل في التكاثر البشري.

## قراءة معمقة
- Asatrian، Garnik (2001). "Āl Reconsidered". Iran & the Caucasus. ج. 5 ع. 1: 149–156. DOI:10.1163/157338401X00189. ISSN:1609-8498. JSTOR:4030855.
- Ananikian، Mardiros H. (1925). "Chapter XI: The World of Spirits and Monsters". Armenian Mythology. The Mythology of All Races. New York. ج. Volume VII. {{استشهاد بكتاب}}: |المجلد= يحوي نصًّا زائدًا (مساعدة)صيانة الاستشهاد: مكان بدون ناشر (link)